# Brachyphoris
Brachyphoris is een geslacht van schimmels in de onderstam Pezizomycotina. De typesoort is Brachyphoris oviparasitica.

## Soorten
Volgens Index Fungorum telt het drie soorten (peildatum april 2023):
| Soortnaam                  | Auteur(s)                                                       | Publicatiejaar |
| -------------------------- | --------------------------------------------------------------- | -------------- |
| Brachyphoris helminthodes  | (Drechsler) Juan Chen, L.L. Xu, B. Liu & Xing Z. Liu            | 2007           |
| Brachyphoris oviparasitica | (G.R. Stirl. & Mankau) Juan Chen, L.L. Xu, B. Liu & Xing Z. Liu | 2007           |
| Brachyphoris stenomeces    | (Drechsler) Juan Chen, L.L. Xu, B. Liu & Xing Z. Liu            | 2007           |